# Mourvilles-Basses
Mourvilles-Basses (okzitanisch Morvilas Bassas) ist eine französische Gemeinde mit 80 Einwohnern (Stand: 1. Januar 2022) im Département Haute-Garonne in der Region Okzitanien (vor 2016 Midi-Pyrénées). Sie gehört zum Arrondissement Toulouse und zum Kanton Revel. Die Einwohner werden Mourvillais genannt.

## Lage
Mourvilles-Basses liegt an der Marcaissonne in der Landschaft Lauragais, 26 Kilometer südöstlich von Toulouse. Umgeben wird Mourvilles-Basses von den Nachbargemeinden Caragoudes im Norden und Osten, Saint-Germier im Südosten, Varennes im Süden, Labastide-Beauvoir im Westen und Nordwesten sowie Tarabel im Nordwesten.

## Bevölkerungsentwicklung
| Jahr                       | 1962 | 1968 | 1975 | 1982 | 1990 | 1999 | 2006 | 2013 | 2020 |
| Einwohner                  | 93   | 80   | 50   | 58   | 57   | 60   | 57   | 73   | 80   |
| Quellen: Cassini und INSEE |      |      |      |      |      |      |      |      |      |

## Sehenswürdigkeiten
- Schloss Mourvilles aus dem 17. Jahrhundert mit Kapelle (Monument historique)
- Kirche Saint-André, erbaut 1830
- Schloss Campauliac

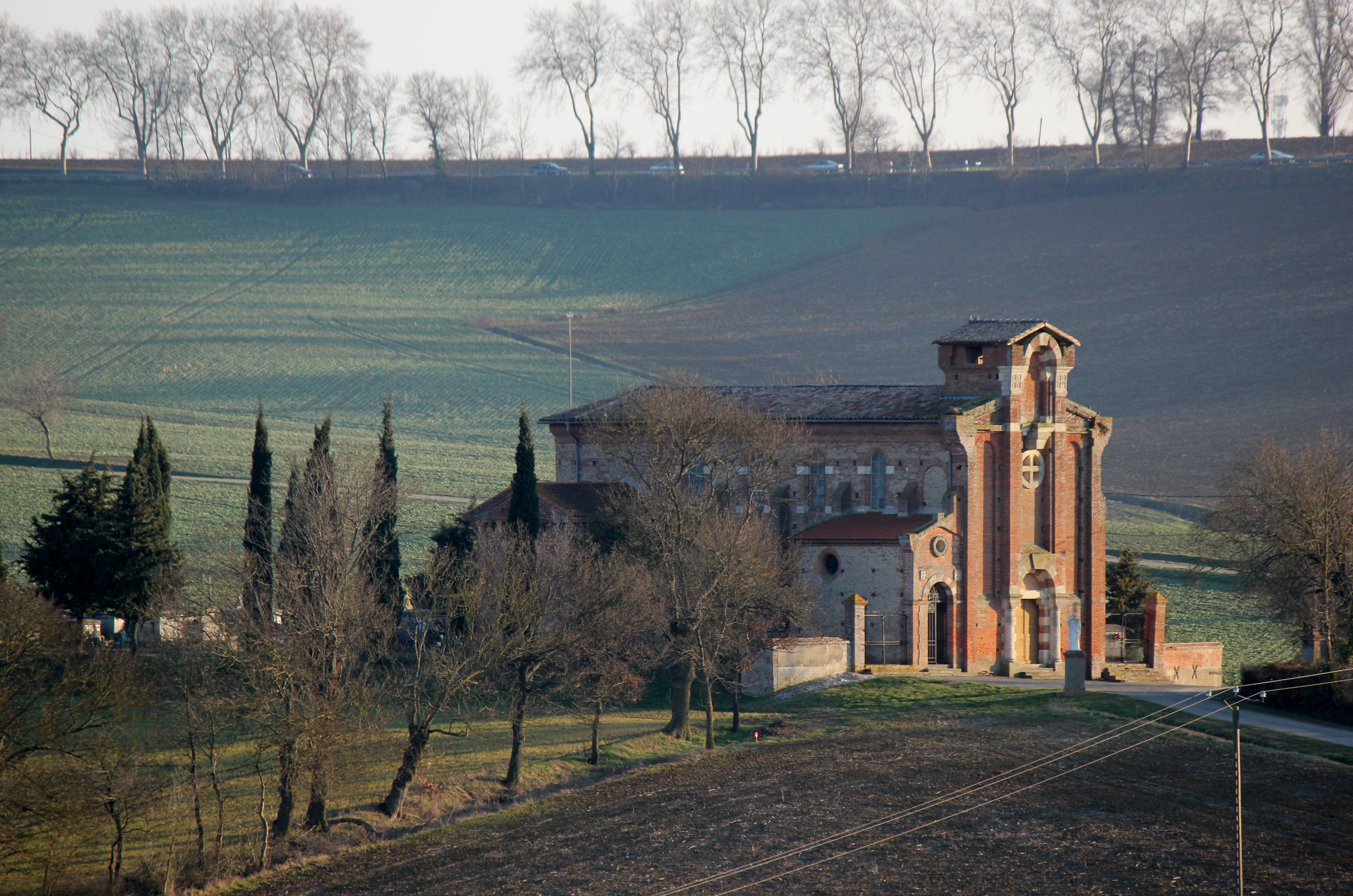
Kirche Saint-André
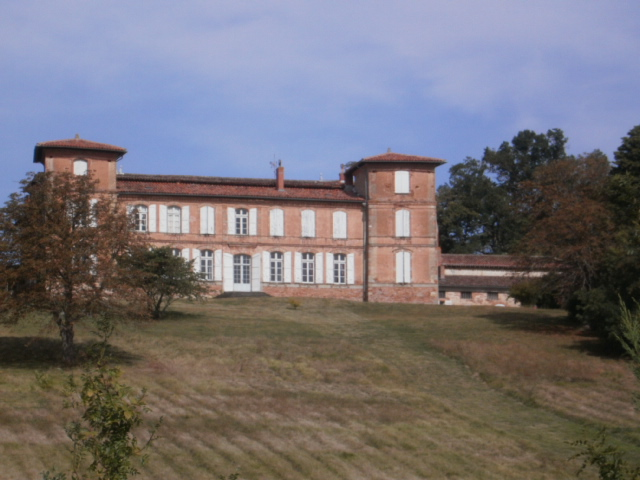
Schloss Mourvilles
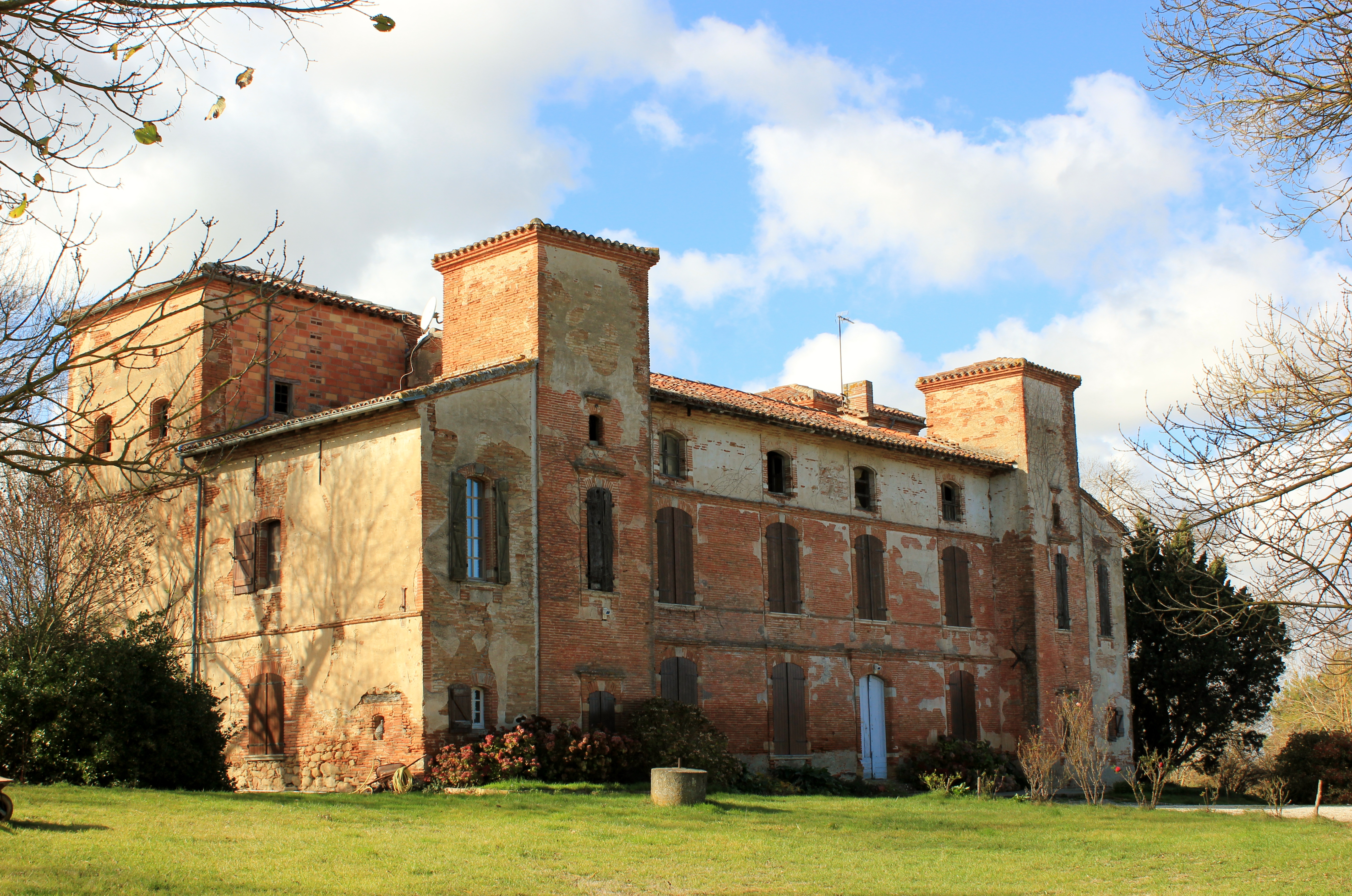
Schloss Campauliac